# Candida auris
Pour les articles homonymes, voir Auris (homonymie).
Espèce
Candida auris est une espèce de levures saccharomycetes, identifiée pour la première fois en 2009 à partir d’une souche isolée de l’oreille externe chez une patiente japonaise,. Le Candida auris peut être responsable de candidose, qui est souvent acquise dans les hôpitaux par les patients immunodéprimés. Parfois qualifié de « super-champignon », il est capable de provoquer une candidose invasive et grave en infectant la circulation sanguine, le système nerveux central et divers organes internes. Il est considéré comme un pathogène émergent car une nette augmentation du nombre d’infections du C. auris dans une dizaine de pays de cinq continents a été observée au cours des années 2010. Curieusement, bien que présentant une certaine diversité génétique (entre souches différentes), il semblait « sorti de nulle part » et il a été signalé au même moment sur trois continents différents, se répandant rapidement dans une trentaine de pays, dans des hôpitaux et maisons de retraite. Son succès épidémiologique pourrait être lié au réchauffement climatique.
Son traitement est compliqué car il est difficile à identifier et aisément confondu avec d'autres espèces proches comme Candida haemulonii, Candida famata. De plus, le C. auris est souvent multi-résistant aux antifongiques communs. En 2022, l'OMS le classe dans le groupe « priorité critique » de sa liste des champignons à surveiller en priorité,.

## Identification et morphologie
Candida auris est une espèce de champignons ascomycètes du genre Candida, qui se développe sous forme de levure, décrite pour la première fois en 2009. Son nom vient du mot latin pour oreille, auris. Il forme des colonies lisses, brillantes, gris blanchâtre et visqueuses sur le support de croissance. Au microscope, les cellules ont une forme ellipsoïdale.

## Signification clinique
Candida auris est l'une des rares espèces de Candida pouvant provoquer une candidose chez l'humain. La candidose est souvent contractée dans les hôpitaux (maladie nosocomiale) par des patients dont le système immunitaire est affaibli. Elle peut provoquer une candidose invasive, caractérisée par une invasion du flux sanguin (fongémie), du système nerveux central, des reins, du foie, des os, des muscles, des articulations, de la rate ou des yeux.
C. auris a attiré de plus en plus d'attention des cliniciens en raison de sa large antibiorésistance (multirésistance aux médicaments),.
Un bref aperçu de sa pertinence clinique à compter de 2016, compréhensible par le grand public, a été publié par le Center for Infectious Disease Research and Policy de l'Université du Minnesota.

## Traitement
Il est compliqué par le fait que le C. auris résiste déjà à de nombreux antimycosiques et antibiotiques, et qu'il est facilement confondu avec d'autres espèces de Candida,.
La quasi-totalité des souches sont résistantes à la fluconazole. La moitié des souches sont résistantes à l'amphotéricine B. L'échinocandine conserve une certaine efficacité.

## Génome
Plusieurs projets de génomes issus du séquençage du génome entier ont été publiés,. Le génome du C. auris s'est avéré coder plusieurs gènes de la famille des transporteurs ABC (ATP-Binding Cassette) et MFS (major facilitator superfamily), ce qui aide à expliquer sa multirésistance aux médicaments. Son génome code également des familles de gènes liés à la virulence, telles que les lipases, les transporteurs d'oligopeptides, les mannosyl transférases et les facteurs de transcription qui facilitent la colonisation, l'invasion et l'acquisition du fer. Un autre facteur contribuant à la résistance antifongique est la présence d'un ensemble de gènes connus pour être impliqués dans la formation de biofilm.
D'autres études sont nécessaires pour déterminer si la divergence phylogénétique des clones de C. auris présente des profils d'invasivité, de virulence et/ou de résistance aux médicaments spécifiques à la région.

## Épidémiologie

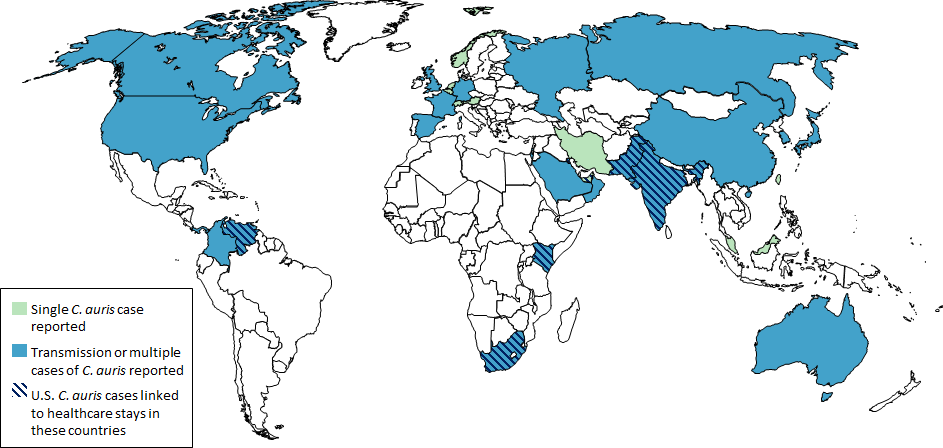
Infections du Candida auris dans le monde en 2019.

La phylogénie du C. auris suggère l'existence de génotypes distincts dans différentes régions géographiques présentant une diversité génomique substantielle. Une variété de méthodes analytiques basées sur les séquences ont été utilisées pour appuyer cette découverte.
Le séquençage du génome entier et les analyses d’isolats provenant du Pakistan, d’Inde, d’Afrique du Sud, du Venezuela, du Japon et de génomes du C. auris précédemment séquencés et déposés dans les archives de séquence de lecture du Centre national de biotechnologie ont mis en évidence une répartition géographique distincte des génotypes. Quatre clades distincts séparés par des dizaines de milliers de polymorphismes mononucléotidiques ont été identifiés. La distribution de ces clades a été isolée géographiquement en Asie du Sud (Inde et Pakistan), en Afrique du Sud, au Venezuela et au Japon, avec une diversité génétique minimale observée au sein de la région intrarégionale.
L'analyse du polymorphisme de la longueur des fragments amplifiés d'isolats du C. auris du Royaume-Uni, d'Inde, du Japon, d'Afrique du Sud, de Corée du Sud et du Venezuela a suggéré que les isolats de Londres formaient un groupe distinct comparé aux autres.
Une comparaison des séquences d'ADN ribosomal d'isolats du C. auris d'Israël, d'Asie, d'Afrique du Sud et du Koweït a révélé que les souches d'Israël étaient distinctes sur le plan phylogénétique de celles d'autres régions. Chatterjee et al. a écrit en 2015 : « Sa répartition mondiale réelle reste obscure car les méthodes commerciales actuelles de diagnostic clinique l'identifient à tort comme étant C. haemulonii ».